# Ingrid Tørlen
Ingrid Tørlen (Ålesund, 21 luglio 1979) è una giocatrice di beach volley norvegese.

## Palmarès

### Europei
- 2 medaglie:
  - 2 bronzi (L'Aia 2006; Valencia 2007)